# آببر شلتون (بيدفوردشير)
آببر شلتون (بالإنجليزية: Upper Shelton)‏ هي قرية تقع في المملكة المتحدة في شرق إنجلترا.